# Roperua lichenophora
Roperua lichenophora är en fjärilsart som beskrevs av Oswald Beltram Lower 1902. Roperua lichenophora ingår i släktet Roperua och familjen nattflyn. Inga underarter finns listade.